# Elecciones en Azerbaiyán

En este artículo se detallan el proceso de realización de las elecciones en Azerbaiyán. En la República de Azerbaiyán se existen las elecciones presidenciales, parlamentarios y municipales y referéndum constitucional. Las dos elecciones o elecciones y referéndum no pueden celebrarse en el mismo día.
La celebración de las elecciones o referéndum se declaran a más tardar 60 días antes del día de la votación. El día de la celebración de las elecciones o referéndum se considera como no laborable.
Los gastos de la preparación, organización y realización de las elecciones y referéndum, garantía de la actividad de las comisiones electorales se financian con cargo al presupuesto del Estado.

## Derecho de voto
Cada persona, que tiene más de 18 años y nacionalidad azerbaiyana tiene el derecho a elegir. Los ciudadanos participan en las elecciones en la base del derecho igual, directo y sufragio universal mediante de la votación secreta y personal.
Los ciudadanos de Azerbaiyán, que viven en el extranjero tienen el derecho de votar en las representaciones diplomáticas y oficinas consulares de la República de Azerbaiyán.
En cada votación cada ciudadano tiene un voto y puede votar solo por un candidato. 
No puede elegir las personas sin nacionalidad y extranjeros.
No puede ser elegido las personas que no tienen el derecho a elegir, que se encuentran en prisión, condenadas por delito grave, con doble nacionalidad, que tienen las obligaciones respecto de otros Estados, las personas militares, los jueces, los funcionarios públicos y las personas religiosas.

## Elecciones presidenciales
El Рresidente de la República de Azerbaiyán se elige para 7 años en base a elecciones directas, iguales y por sufragio general mediante votación personal, secreta y libre.
Las reglas generales de la celebración de las elecciones se establecen por la Asamblea Nacional de la República de Azerbaiyán.
Cada ciudadano azerbaiyano, que vive en el territorio de Azerbaiyán más de 10 años, tiene la educación superior, no tiene doble nacionalidad, no está condenado por delito grave y no tiene ningunas obligaciones respeto de otros Estados, tiene el derecho de voto.
El candidato con  más de la mitad de los votos es elegido presidente. En el caso de que en la primera etapa de la votación ninguno de los candidatos obtenga la mayoría requerida, dos semanas después se celebrará la segunda etapa de la votación, en la que participarán sólo los primeros dos candidatos que han obtenido más votos en la primera etapa.
Dentro de 14 días después del día de votación el Tribunal Constitucional de la República de Azerbaiyán se declara los resultados oficiales de la elección presidencial. Dentro de 3 días después de la declaración de los resultados de la votación el presidente presta juramento y desde ese día se comienza el mandato del presidente.
En el caso de operaciones militares, que no permiten celebrar las elecciones, el mandato del President actual se prolonga hasta el fin de dichas operaciones.
Las elecciones presidenciales extraordinarias son propuestas por el presidente de la República de Azerbaiyán.  
| Elecciones presidenciales de Azerbaiyán de 1991 |
| ----------------------------------------------- |
| Elecciones presidenciales de Azerbaiyán de 1992 |
| Elecciones presidenciales de Azerbaiyán de 1993 |
| Elecciones presidenciales de Azerbaiyán de 1998 |
| Elecciones presidenciales de Azerbaiyán de 2003 |
| Elecciones presidenciales de Azerbaiyán de 2008 |
| Elecciones presidenciales de Azerbaiyán de 2013 |
| Elecciones presidenciales de Azerbaiyán de 2018 |

## Elecciones parlamentarias
El parlamento azerbaiyano es la Asamblea Nacional (Milli Majlis) de la República de Azerbaiyán. Las elecciones parlamentarias son propuestas por el presidente de la República de Azerbaiyán. Las reglas generales de la celebración de las elecciones se establecen por la Asamblea Nacional de la República de Azerbaiyán.
El mandato del parlamento azerbaiyano es 5 años. Cada 5 años en el primer domingo de noviembre se celebran las elecciones parlamentarias.
En el caso de las operaciones militares, que no permiten celebrar las elecciones, el mandato de la Asamblea Nacional se prolonga hasta el fin de las operaciones militares.
En el parlamento azerbaiyano los 125 diputados se eligen  por distritos electorales de mandato único. Cada candidato puede registrarse sólo en un distrito. El candidato con más votos en la votación se considera elegido. En el caso de que el número de votos de dos o más candidatos sea igual, las elecciones se consideran fracasadas y se organiza la celebración de las elecciones parciales.
2 días después del día de la votación se determinan los resultados de las elecciones.
En caso de la salida algún diputado del parlamento, se celebran las elecciones nuevas y se eligen diputados para la sustitución de los salientes. Si hay un caso de un saliente en un período de menos 120 días hasta el fin del mandato del parlamento, las elecciones nuevas para elegir los diputados en lugar de los salientes no se celebran.

## Eleccions municipales
Las municipalidades en Azerbaiyán son los órganos de autogobierno local. Los miembros de las municipalidades se eligen en la base de sistema de la mayoría relativa por distritos electorales plurinominal.  Las elecciones municipales son propuestas por la Comisión electoral central. El mandato de las municipalidades es 5 años. Los miembros de los órganos de autogobierno local se eligen en un número limitado, que depende de la población de los territorios electorales.
| Población del territorio (p) | Número de los miembros |
| < 500                        | 5                      |
| 500 < p < 999                | 7                      |
| 1.000 < p < 4.999            | 9                      |
| 5.000 < p < 9.999            | 11                     |
| 10.000 < p < 19.999          | 13                     |
| 20.000 < p < 49.999          | 15                     |
| 50.000 < p < 99.999          | 17                     |

Algún ciudadano azerbaiyano, que haya cumplido 21 años y teniendo residencia permanente en el territorio del territorio del distrito electoral adecuado de la República de Azerbaiyán puede ser candidato a miembro de las municipalidades. El candidato a miembro de la municipalidad puede registrar su candidatura sólo en una única municipalidad.
Cada elector no se puede votar a los candidatos, número de los que supera del número de los miembros necesarios de la municipalidad.

## Referéndum
El referéndum constitucional es la votación directa y popular sobre de cuestiones determinadas en la Constitución de la República de Azerbaiyán.  La decisión sobre la celebración del referéndum fue adoptado por la Asamblea Nacional de la República de Azerbaiyán.
Cada elector tiene que dar sólo una rspuesta a cada cuestión del referéndum.
Dentro de 25 días después de la celebración del referéndum la comisión central electoral declara los resultados oficiales de la votación en el referéndum. Dentro de 30 días después del día de la celebración del referéndum la Comisión central electoral tiene que publicar el texto del acto, aprobado en resultado del referéndum. El acto entra en vigor en el mismo día de la publicación.
La cuestión de referéndum que obtiene la respuesta positiva de más de la mitad de los electores se considera aprobado. En el caso del que en el referéndum participen menos de 25% de la población electoral, el referéndum se considera fracasado.